# ドラゴン・アイ
『ドラゴン・アイ』（原題：Knights of Bloodsteel）は、2009年4月19日から4月20日までにSyfyで放送されたカナダとアメリカ合衆国共同制作のTVミニシリーズ（テレビ映画）。全4話。監督はフィリップ・スピンク、脚本はサム・イーガン、主演はデヴィッド・ジェームズ・エリオット、ナターシャ・マルテ、クリストファー・ロイドらが務めている。
日本では劇場未公開。2009年12月9日にアルバトロスから日本語吹替版のDVD（ALBSD-1264/レンタル:PWAD-1890）が発売された。パッケージのキャッチコピーは「それはこの世界に残された 最後の希望」。

## キャスト
カッコ内は日本語吹き替え。
- ジョン - デヴィッド・ジェームズ・エリオット（相沢正輝）
- パフィディア - ナターシャ・マルテ（松谷彼哉）
- ドラゴン・アイ - マーク・ギボン（黒澤剛史）
- テスリンク - クリストファー・ロイド（岐部公好）
- エイドリック - クリストファー・ジャコー（茶花健太）
- バーラク - ドルー・ヴィエルジェヴァー（竹内良太）
- レイブン - グウィニス・ウォルシュ（兎本有紀）
- マヤ - ディアナ・ミリガン（梨花まゆり）
- その他の日本語吹き替え：広田みのる、三上哲、後藤淳一、瑚海みどり、山口りゅう、篠原千佳、片貝薫

## スタッフ
- 監督：フィリップ・スピンク
- 製作総指揮：ロバート・ハルミ・Sr、ロバート・ハルミ・Jr
- 脚本：サム・イーガン
- 撮影：デヴィッド・モックスネス
- 音楽：ジム・ガットリッジ
- 編集：チャールズ・ロビチャウド

## 日本語版制作スタッフ
- プロデューサー：松本英樹（ネクシード株式会社）
- 演出：山本健翔
- 翻訳：安本煕生
- 調整：小出善司
- 録音：青木臨
- 日本語版制作：ネクシード株式会社、株式会社くりぷろ